# Роже Вадим
Рожѐ Вадѝм (на френски: Roger Vadim, роден като Роже Владимир Племянников) е френски режисьор, продуцент, сценарист, актьор и журналист. 

## Биография
Известен е с лансирането на кариерата на Брижит Бардо с филма „И бог създаде жената“. Баща му е дипломат от руски произход, а майка му е актриса. Детството му протича в Египет и Турция. След смъртта на баща му двамата с майка му живеят във Франция.

### Бракове
- Брижит Бардо 12/20/52 – 12/06/57 (развод)
- Анет Стройберг 1958 – 1960 (развод) 1 дете
- Джейн Фонда 08/14/65 – 01/16/73 (развод) 1 дете
- Катрин Шнайдер 1975 – 1977 (развод) 1 дете
- Мари-Кристин Баро 1990 – 2000 (смърт)

## Избрана филмография
| Година | Филм                    | Оригинално заглавие             | Бележки |
| ------ | ----------------------- | ------------------------------- | ------- |
| 1956   | И бог създаде жената    | Et Dieu Crea La Femme           |         |
| 1958   | Перли на лунна светлина | Les bijoutiers du clair de lune |         |
| 1959   | Опасни връзки           | Les liaisons dangereuses        |         |